# Примовки
Примовки — жартівливі, як правило римовані вислови, якими починається або завершується казка; дотепні зауваження (коментарі), що вплітаються в розповідь або текст твору, тощо. Примовки можуть бути у вигляді узвичаєних (часто повторювальних) фраз, коротких пісень, віршів, що розказуються під час певної дії, наприклад гри. Інколи примовка може мати форму приказки яка міститься в тексті твору. Вони мають досить простий сюжет, можуть виконуватися як у прозовій, так і поетичній формі. Примовки є малим жанром фольклору. Найчастіше мають повчальний характер спрямований до читачів або слухачів.